# Oleksandria
Oleksandria (în ucraineană Олександрія) este oraș regional în regiunea Kirovohrad, Ucraina. 

## Demografie
Componența lingvistică a orașului Oleksandria
     Ucraineană (86,3%)
     Rusă (13,19%)
     Alte limbi (0,26%)
Conform recensământului din 2001, majoritatea populației orașului Oleksandria era vorbitoare de ucraineană (86,3%), existând în minoritate și vorbitori de rusă (13,19%).

## Istorie
Imperiul Rus 1754–1917

 Ucraina Republica Populară Ucraineană 1917–1922

 RSS Ucraineană 1922–1941

 Imperiul German (ocupația) 1941–1944

 RSS Ucraineană 1944–1991

 Ucraina 1991–prezent 